# 川辺純可
川辺 純可（かわべ すみか、10月21日 -）は、日本の小説家・推理作家。
2005年、「シーウィンド」でハーレクイン社が実施する第1回ショート・ラブストーリー・コンテストの優秀賞に選ばれる。2013年、「麝香草荘（タイムそう）のユディト」で第6回ばらのまち福山ミステリー文学新人賞の優秀作に選ばれる。選考委員の島田荘司は「終盤の謎解きに入って俄然面白くなりはじめ、作者のさまざまな思惑の歯車がうまく噛み合って、底部から推進感が立ちあがった」と評した。2014年、同作を『焼け跡のユディトへ』と改題し単行本デビューする。本格ミステリ作家クラブ会員。日本推理作家協会会員。

## 作品リスト

### 単行本
- 焼け跡のユディトへ（2014年11月 原書房）
- 時限人形（2016年9月 原書房）
- ミズチと天狗とおぼろ月の夢（2021年8月 南雲堂）
- アインスタインと春待月の殺人（2024年12月 南雲堂）

### アンソロジー
「」内が川辺純可の作品
- 恋のプリズム（2006年4月 ハーレクインSP文庫）「シーウィンド」
- 三毛猫ホームズと七匹の仲間たち（2019年7月 論創社）「プリズンキャンプのバッファロー」
- 十津川警部と七枚の切符（2022年11月 論創社）「温泉旅館の納戸神」